# Port morski Elbląg

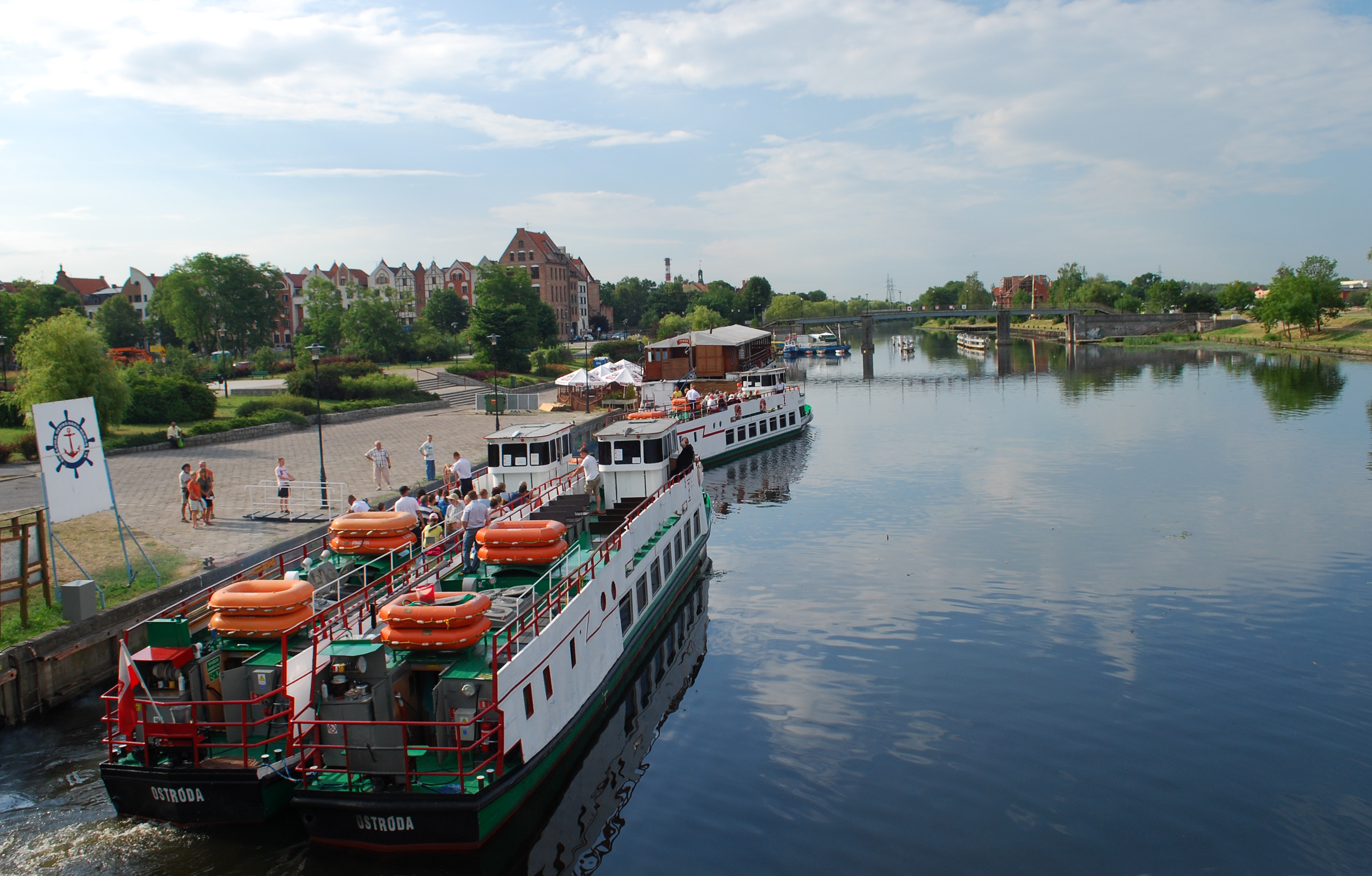
Port morski w Elblągu, 2010

Port morski Elbląg – port morski w woj. warmińsko-mazurskim, w Elblągu, położony na Żuławach Wiślanych, nad rzeką Elbląg, w odległości 6 km od jej ujścia do Zalewu Wiślanego.

## Położenie
Teren portu obejmuje powierzchnię 470 ha. Granice portu zostały określone w 2013 roku.
Obszar rzeki Elbląg do granic portu ma status morskich wód wewnętrznych.
Przystanie jachtowe w Porcie Elbląg:
- Jachtklub Wodnik
- przystań jachtowa Harcerski Ośrodek Wodny Bryza
- Ognisko Sportów Wodnych Fala
- przystań kajakowa Energetyk

Zalew Wiślany podczas surowych zim zamarza średnio na 4 miesiące w roku, zaś podczas zim łagodnych nie więcej niż na ok. 2,5 miesiąca. Grubość pokrywy lodowej może wynosić nawet 60 cm. Oznacza to, że tor wodny do portu jest zagrożony zalodzeniem.

## Historia
W średniowieczu historia portu w Elblągu była związana ze Związkiem Hanzeatyckim, z którym wymiana stanowiła 90% globalnych obrotów. Największy historyczny obrót towarowy portu odnotowano w 1936 roku - pół miliona ton w wyniku poprawy koniunktury w III Rzeszy.  Po drugiej wojnie światowej i po przejęciu Elbląga przez Polskę, ze względu na uwarunkowania polityczne port nie wrócił już do swej dawnej roli portu morskiego. Formalnie, dopiero w 1952 roku, ustanowiono port morski.
W listopadzie 2007 Zarząd Portu Morskiego w Elblągu, wraz z władzami miasta zainicjował projekt Bałtycka Ukraina, który w swoim założeniu przewiduje m.in. budowę w Elblągu ukraińskiego kompleksu portowego. Inicjatywa nie wyszła ostatecznie poza fazę planów.
W czerwcu 2015 roku władze Zarządu Portu Morskiego w Elblągu zaprezentowały strategię, w której określono trzy specjalizacje: zalewowa i śródlądowa turystyka wodna, wymiana towarowa z obwodem królewieckim oraz morskie i śródlądowe przewozy dedykowane. W strategii zawarto również program inwestycyjny dla elbląskiego portu, którego łączną wartość określono na ponad 1 mld zł. Wśród niezbędnych inwestycji wskazano: budowę kanału przez Mierzeję Wiślaną, przebudowę wejścia do portu, budowę bocznicy kolejowej oraz terminalu przeładunkowego, budowę nowego mostu na rzece Elbląg w Nowakowie, rozbudowę terminalu przeładunkowego przy ul. Radomskiej wraz z instalacją suwnicy oraz budowę obrotnicy dla statków przy wejściu z rzeki Elbląg do Kanału Jagiellońskiego. Jako przewidywany termin realizacji wymienionych inwestycji wskazano rok 2020.
17 września 2022 roku miało miejsce otwarcie kanału przez Mierzeję Wiślaną, co pozwala na przepłynięcie statków z Morza Bałtyckiego w obrębie wód państwa polskiego, bez konieczności korzystana z cieśniny Piławskiej, kontrolowanej przez władze rosyjskie. Długość drogi z Zatoki Gdańskiej skróciła się o ok. 100 km do 23 km.

## Instytucje w Porcie Elbląg
- Zarząd Portu Morskiego w Elblągu
- Kapitanat Portu Elbląg
- Graniczna Stacja Sanitarno-Epidemiologiczna w Elblągu
- Morski Oddział Straży Granicznej w Elblągu
- Urząd Celny w Elblągu
- Hanza Shipping – agencja morska

Ruch graniczny w porcie może odbyć się poprzez morskie przejście graniczne Elbląg. Możliwy jest ruch graniczny również przez port morski w Nowym Świecie.

## Infrastruktura portowa
Łączna długość nabrzeży w porcie Elbląg wynosi 2,5 km, w tym 0,3 km nabrzeża pasażerskiego. W porcie znajduje się 5 basenów, stocznia remontowa, suwnica o udźwigu 150 ton, obrotnica statków o długości 120 metrów, bocznica kolejowa oraz terminale przeładunkowy i pasażerski.

## Działalność
W 2008 roku Urząd Morski w Gdyni zanotował 14 zawinięć jednostek, które z Morza Bałtyckiego przez Cieśninę Piławską, dotarły do portu w Elblągu. Statki wykonały rejsy na trasach do europejskich miast: Antwerpii, Gdańska, Hamburga oraz Królewca. Ruch towarowy w porcie Elbląg obsłużyły dwie jednostki: MV Tanais oraz MV Barbara D.
W 2010 przywrócono żeglugę pasażerską między portami: Elbląg-Krynica Morska-Elbląg, którą obsługiwał statek MS Anita.
Przed agresją Rosji na Ukrainę 24 lutego 2022, 96% wymiany towarowej w elbląskim porcie odbywało się z portami obwodu królewieckiego. Wycofanie się przez port jako pierwszy w Polsce z rozładunku rosyjskiego węgla, wprowadzenie zakazu eksportu materiałów budowlanych i cementu spowodowało załamanie się przeładunków.
Wraz z pracami nad kanałem przez Mierzeję Wiślaną, rozpoczęto prace nad torem wodnym pomiędzy kanałem a portem, aby móc obsługiwać jednostki o maksymalnym zanurzeniu 4,5 m. Dzięki temu będzie można przejąć część ładunku z portu morskiego w Gdańsku, do 3 mln ton rocznie.
Od 2024 roku operatorem portu jest spółka Venkon, operator Nabrzeża Przemysłowego w porcie morskim w Gdańsku.
| Rok  | Przeładunki (w tonach) | Liczba pasażerów |
| ---- | ---------------------- | ---------------- |
| 1992 | 42 000                 | 65 000           |
| 1993 | 22 500                 | 85 000           |
| 1994 | 90 900                 | 24 625           |
| 1995 | 144 800                | 34 168           |
| 1996 | 354 700                | 34 168           |
| 1997 | 641 300                | 31 462           |
| 1998 | 148 300                | 28 733           |
| 1999 | 40 900                 | 37 245           |
| 2000 | 36 400                 | 33 874           |
| 2001 | 37 900                 | 32 078           |
| 2002 | 46 100                 | 33 731           |
| 2003 | 142 700                | 35 685           |
| 2004 | 78 300                 | 45 076           |
| 2005 | 126 800                | 55 025           |
| 2006 | 14 500                 | 41 511           |
| 2007 | 3 500                  | 33 270           |
| 2008 | 5 700                  | 39 909           |
| 2009 | 4 000                  | 32 899           |
| 2010 | 64 800                 | 39 323           |
| 2011 | 113 500                | 38 221           |
| 2012 | 168 500                | 33 500           |
| 2013 | 285 500                | 6 555            |
| 2014 | 358 300                | 8 315            |
| 2015 | 206 900                | 26 976           |
| 2016 | 139 500                | 41 520           |
| 2017 | 99 100                 | 29 579           |
| 2018 | 115 900                | 26 600           |
| 2019 | 89 300                 | 41 560           |
| 2020 | 84 500                 | 23 632           |
| 2021 | 125 100                | 33 586           |
| 2022 | 149 400                | 25 251           |
| 2023 | 37 000                 | 29 351           |
| 2024 | 12 500                 | 34 898           |

## Galeria

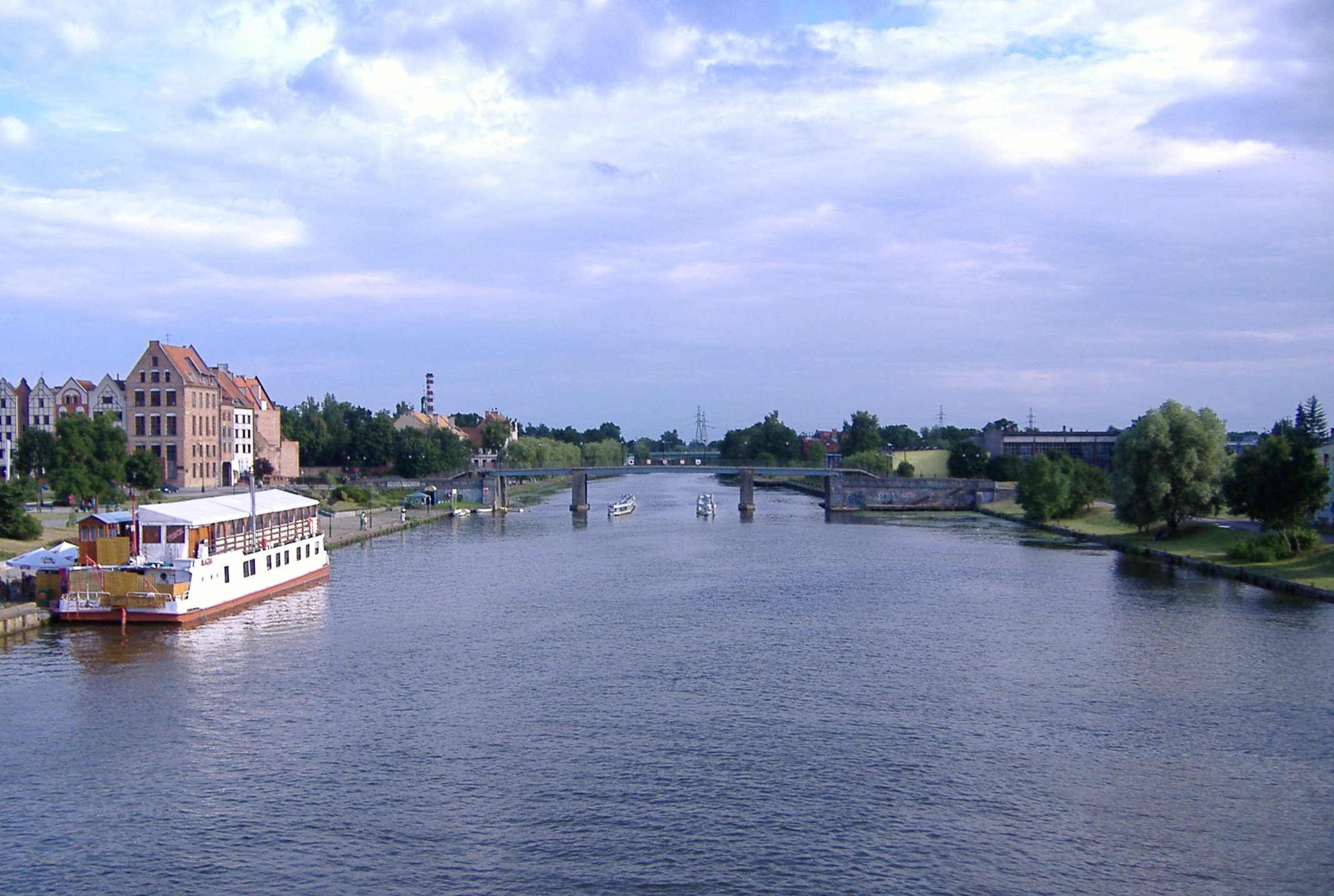
Bulwar Zygmunta Augusta (2005)
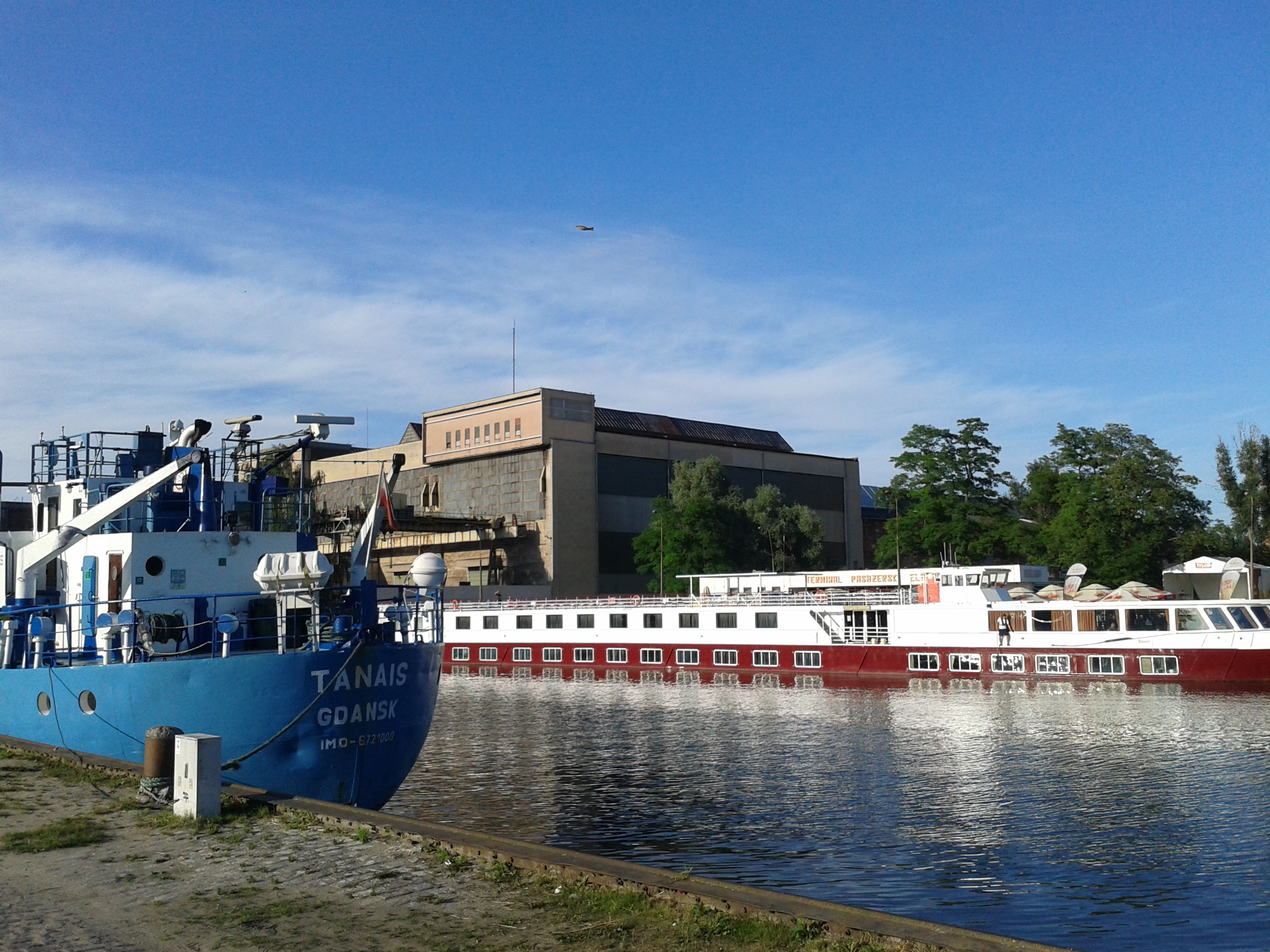
MV Tanais oraz MS Johannes Brahms w elbląskim porcie (2014)
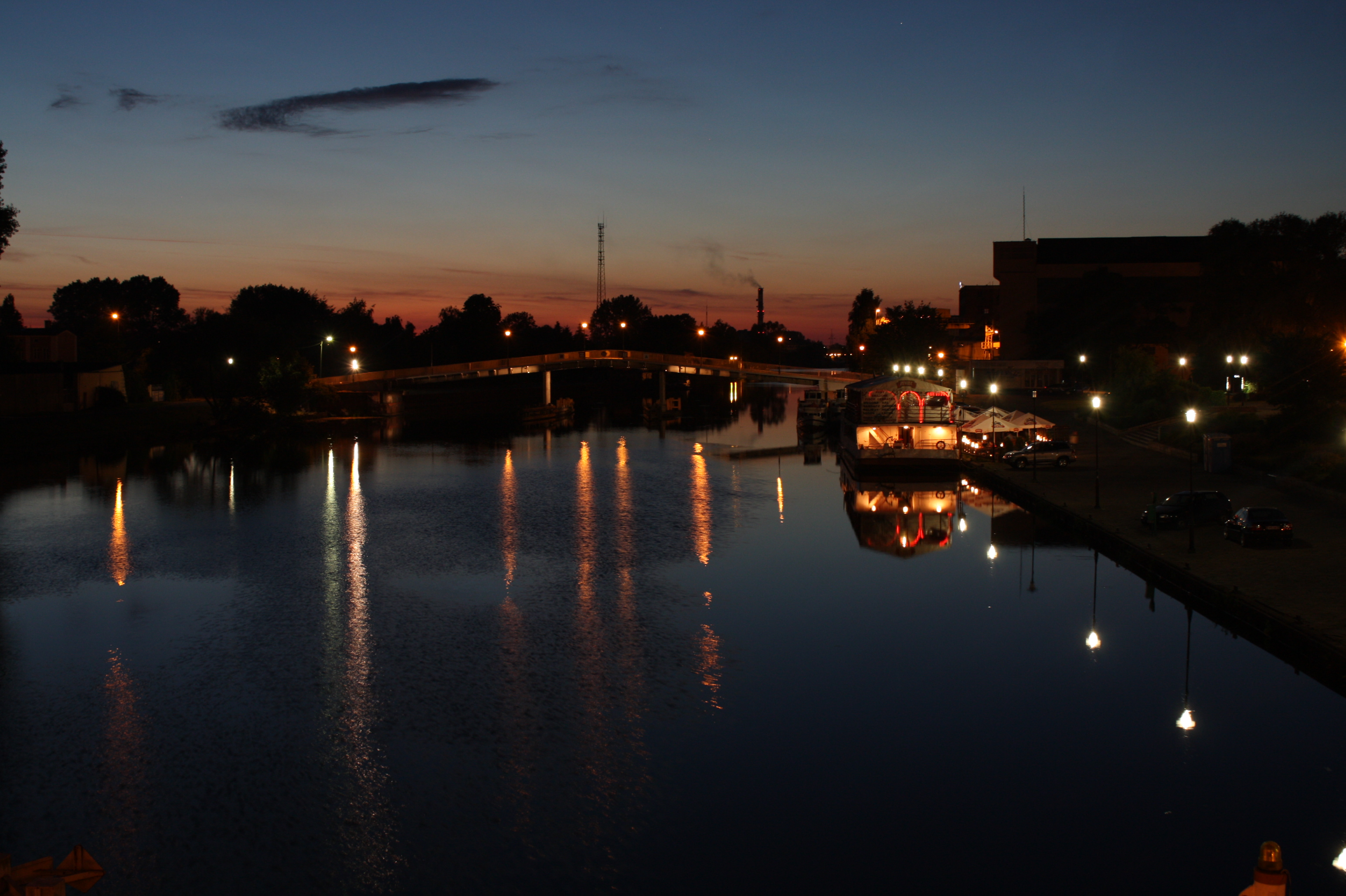
Bulwar Zygmunta Augusta nocą (2010)
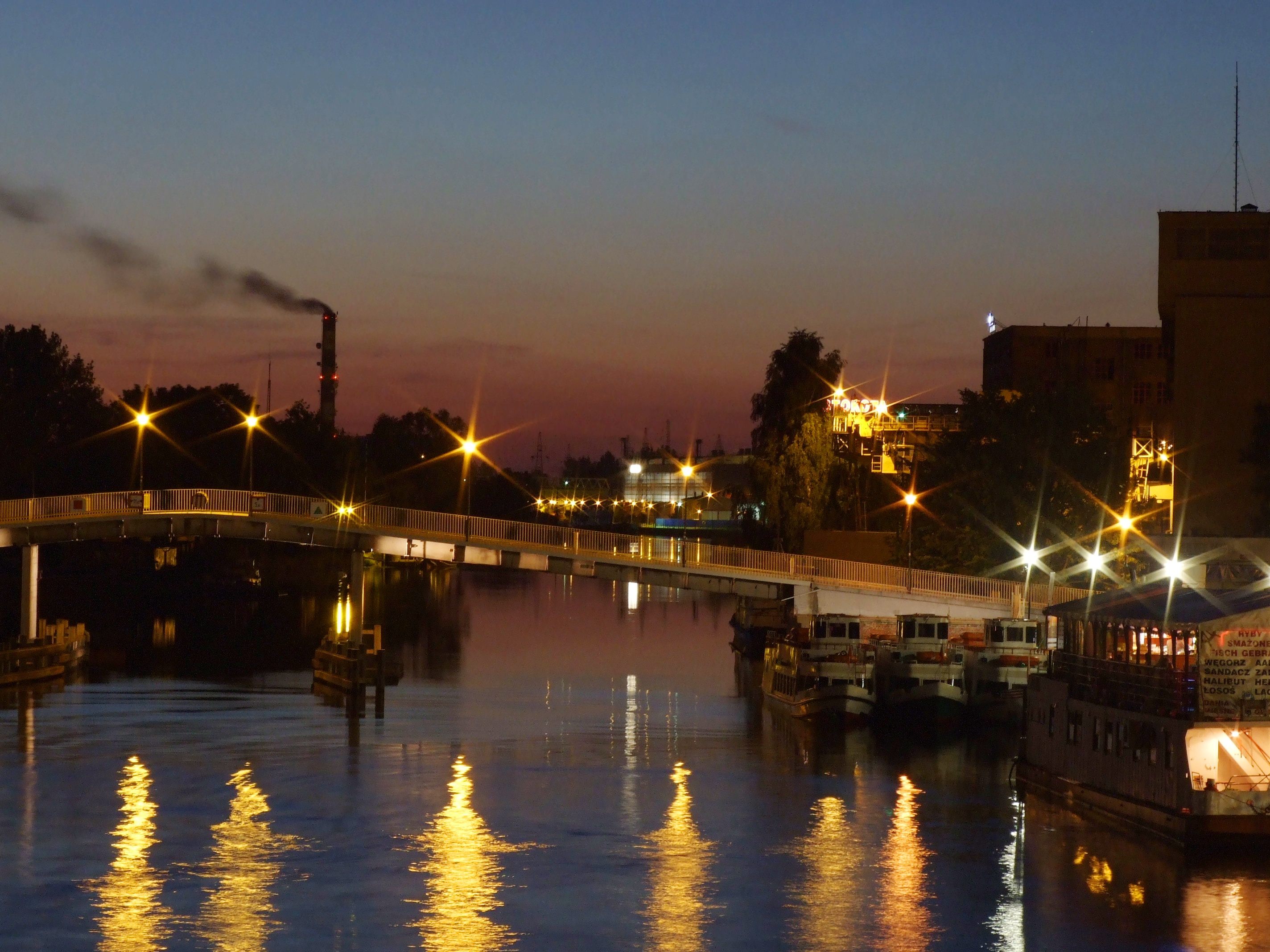
Bulwar Zygmunta Augusta nocą (2010)